# Hang 'Em High
Hang 'Em High is een Amerikaanse film uit 1968 van regisseur Ted Post met in de hoofdrollen Clint Eastwood en Inger Stevens
De film was de eerste productie van Clint Eastwoods productiebedrijf The Malpaso Company en was een succes in de bioscopen. 

## Verhaal
Oklahoma Territory in 1889. Veeboer Jed Cooper heeft net een kleine kudde vee gekocht en drijft de dieren naar de overkant van een riviertje. Plotseling wordt hij omsingeld door een groep mannen, een posse die achter veedieven aanzit. Cooper toont de mannen het ontvangstbewijs voor de kudde. Hij weet echter niet dat de verkoper van de kudde, een oplichter is die de oorspronkelijke eigenaar heeft vermoord. De mannen confronteren Cooper met de moord en dreigen hem te doden. Cooper ontkent, maar hij is machteloos tegen de groep. De mannen overmeesteren hem en hangen hem op aan de dichtstbijzijnde boom. Cooper is echter nog niet dood en wordt gered door David Bliss, een federal marshal. Bliss neemt Cooper mee naar Fort Grant voor een eerlijke berechting door rechter Adam Fenton. Fenton gelooft de onschuld van Cooper en spreekt hem vrij. Hij biedt de onfortuinlijke veeboer de kans om zijn aanranders te arresteren en te laten berechten. Als Cooper hierop ingaat, wordt hij benoemd tot marshal. Met de wet aan zijn kant gaat Cooper achter zijn aanranders aan. Het blijken allemaal gerespecteerde burgers te zijn. Sommigen worden door Cooper gearresteerd en een enkeling vindt in een duel met hem de dood. Tijdens een van zijn zoektochten helpt hij een posse om een groep veedieven en moordenaars te vinden. Een van de veedieven, Miller, was lid van de posse die Cooper heeft opgehangen. De andere twee veedieven blijken twee tieners te zijn. Cooper krijgt door dat de jongens geen moordenaars zijn. Terug in Fort Grant besluit rechter Fenton echter dat de drie schuldig zijn en veroordeelt ze tot de galg. Hij gaat hierbij voorbij aan de getuigenis van Cooper die de jongens vrij wil pleiten. Woedend zoekt Cooper zijn heil bij drank en een prostituee. Hij wordt verrast door de resterende leden van de posse, neergeschoten en zwaargewond achtergelaten. De jonge weduwe Rachel Warren ontfermt zich over de gewonde Cooper. Warrens man is ooit vermoord door veedieven en ze zoekt nog altijd fanatiek naar de moordenaar. Ze weet Cooper weer op te lappen en voor te bereiden op zijn wraak. Cooper schakelt nu vrijwel de rest van de posse uit. Hij keert terug naar Fort Grant en accepteert een vaste baan als marshal. Zijn eerste opdracht is om de twee laatste mannen van de groep lynchers te achterhalen.

## Rolverdeling
| Acteur         | Personage           |
| -------------- | ------------------- |
| Clint Eastwood | Jed Cooper          |
| Inger Stevens  | Rachel Warren       |
| Ed Begley      | Inspecteur Wilson   |
| Pat Hingle     | Rechter Adam Fenton |
| Ben Johnson    | Marshal Dave Bliss  |
| Charles McGraw | Sheriff Ray Calhoun |
| Bruce Dern     | Miller              |

## Productie
In 1967 was Clint Eastwood rijk geworden met de spaghettiwesterns die hij gemaakt had met Sergio Leone. Hij was het grootste deel van 1966 en 1967 bezig geweest met de nasynchronisatie van de films en het geven van interviews. Eastwood zocht een nieuwe uitdaging en een bestemming voor het geld. Producer Irving Leonard  hielp Eastwood met het opzetten van een productiemaatschappij, een oude droom van de acteur. The Malpaso Company zag in het 1967 het levenslicht. De naam Malpaso kwam van een rivier die door een stuk grond, van Eastwood in Montery County, stroomde. Leonard werd de president-directeur van de maatschappij en zorgde voor een distributiedeal met United Artists

## Scenario
Het was ook Leonard die met het script van Hang 'Em High kwam. Het script week af van de traditionele western zoals Stagecoach en High Noon en was veel meer geïnspireerd door de spaghettiwesterns. Eastwood las het script en was direct geïnteresseerd. Hij was inmiddels benaderd voor de rol van McKenna in de film McKenna's Gold met steracteurs als Eli Wallach, Omar Sharif en Telly Savalas, maar Eastwood had daar geen oren naar. Hij weigerde de rol en besloot om Hang 'Em High te maken.(Gregory Peck werd daarna gekozen als McKenna). Hij veranderde het een en ander in het script en accepteerde een salaris van 400.000 dollar en 25% van de inkomsten. De veranderingen in het script hadden betrekking op de dialoog en de barscène. 
Het scenario was losjes gebaseerd op gebeurtenissen in Fort Smith, Arkansas, waar aan het einde van de 19e eeuw rechter Isaac Charles Parker presideerde. Parker werd 'the hanging judge' genoemd omdat hij vrijwel altijd de doodstraf gaf aan moordenaars aan veedieven.In de 21 jaar dat Parker in functie was veroordeelde hij 156 mannen en 4 vrouwen tot de strop. Van deze 160 werden er 79 daadwerkelijk opgehangen. In de film is het personage van rechter Fenton gebaseerd op Isaac Parker. Ook wil het scenario laten zien hoe zwaar het werk van de US Marshals was in deze periode van de Amerikaanse geschiedenis. Een groot aantal van deze marshals sneuvelde tijdens de uitoefening van hun beroep.

## Acteurs en regie
Een aantal regisseurs werd overwogen. Sergio Leone was een optie, maar hij weigerde omdat hij al begonnen was met de opnamen van C'era una volta il West. Ook Robert Aldrich en John Sturges vielen af. Het was Eastwood zelf die Ted Post voorstelde. Eastwood kende Post uit de tijd van de televisieserie Rawhide, waarvan Post in 1959 vierentwintig afleveringen had geregisseerd. Post was volgens Eastwood goed in het regisseren van dialogen. Ook voor de rest maakte Eastwood gebruik van Rawhide. Charles McGraw, Ed Begley, Bruce Dern en Pat Hingle hadden allemaal een rol gespeeld in de Rawhide-afleveringen die Post had geregisseerd. De keuze voor Inger Stevens als Rachel was een ingeving van Post. Hij had haar gezien in The Farmer's Daughter en was diep onder de indruk. 

## Opnamen
In juni 1967 begonnen de opnamen in de omgeving van Las Cruces in New Mexico. Later werden nog opnamen gemaakt in White Sands en in de MGM-studio's. Producer Leonard Freeman was nooit een voorstander geweest van regisseur Ted Post. Hij stak zijn mening hierover niet onder stoelen en banken en al snel hadden hij en Post slaande ruzie. Freeman probeerde zijn positie als producer te benadrukken door iedereen te commanderen en de leiding van de opnamen over te nemen, toen Post hem hiervoor wilde aanspreken, hield Clint Eastwood hem tegen. De acteur nam Freeman apart en zei het volgende:
"If you show up on this set again, there won't be a set ... won't be a cast, won't be a crew." ("Als je nog één keer op deze set opduikt, zal er geen set meer zijn…zal er geen cast zijn, zal er geen crew zijn".) Freeman liet zich voor de rest van de opnamen niet meer op de set zien.

## Ontvangst
De film werd in juli 1968 uitgebracht in de bioscopen en was een groot succes. Op de openingsdag behaalde de film alleen al in Baltimore een recette van 5421 dollar. De totale openingsomzet was de grootste in de geschiedenis van United Artist en passeerde zelfs de James Bondfilms. Binnen twee weken was de film uit de kosten. Ook de critici waren erg over de film te spreken. De New York Post noemde het 'een kwaliteitswestern, vol van moed, gevaar en opwinding'.